# Opuntia zamudioi
Opuntia zamudioi ist eine Pflanzenart in der Gattung der Opuntien (Opuntia) aus der Familie der Kakteengewächse (Cactaceae). Das Artepitheton zamudioi ehrt den mexikanischen Botaniker Sergio Zamudio.

## Beschreibung
Opuntia zamudioi wächst strauchig, ist aufrecht bis ausgebreitet und erreicht Wuchshöhen von 2 bis 2,5 Meter. Es wird ein kurzer nicht bedornter Stamm ausgebildet. Die dunkelgrünen, winzig flaumigen, verkehrt eiförmigen Triebabschnitte sind 20 bis 26 Zentimeter lang und 13,5 bis 15 Zentimeter breit. Die elliptischen bis verkehrt eiförmigen Areolen stehen 1,7 bis 2 Zentimeter voneinander entfernt und tragen bis zu 2 Millimeter lange gelbe Glochiden. Die ein bis drei (selten bis fünf) nadeligen, schlanken, brüchigen, weißen Dornen besitzen eine gelbliche Spitze. Sie sind gerade, die unteren sind etwas gebogen. Die Dornen sind 0,5 bis 2 Zentimeter (selten bis zu 3,5 Zentimeter) lang. In den unteren Triebabschnittsteilen fehlen die Dornen.
Die leuchtend gelben Blüten erreichen Längen von 6 bis 7 Zentimeter und Durchmesser von etwa 6 Zentimeter. Die ellipsoiden bis birnenförmigen wohlschmeckenden Früchte sind flaumig. Sie enthalten ein gelblich orangefarbenes Fruchtfleisch. Die Früchte sind etwa 5 Zentimeter lang und weisen Durchmesser von 2,5 Zentimetern auf.

## Verbreitung und Systematik
Opuntia zamudioi ist im mexikanischen Bundesstaat Querétaro im Municipio Arroyo Seco auf Inlanddünen in Höhenlagen von 650 Metern verbreitet.
Die Erstbeschreibung durch Leia Scheinvar wurde im Jahr 2000 veröffentlicht.

## Nachweise